# Comitê de Pesquisa Espacial
O Comitê de Pesquisa Espacial em inglês: Committee on Space Research ou COSPAR, foi criado durante o Conselho Internacional de Ciência de 1958.

## Objetivos
Entre os principais objetivos do COSPAR está a promoção da pesquisa científica no espaço em nível internacional, com ênfase na distribuição livre dos resultados, informações e opiniões, além de atuar como um fórum aberto a todos os cientistas para a discussão de problemas que possam afetar a pesquisa espacial.
Para atingir esse e outros objetivos além de publicações, ocorrem simpósios regulares. Em todo ano par, o COSPAR organiza uma Assembleia Geral (também chamada de "Assembleia Científica"). Essas assembleias atualmente reúnem cerca de mil pesquisadores participantes. As assembleias mais recentes estão listada abaixo.
| Assembléia Geral | Ano  | Local                | Pais           |
| ---------------- | ---- | -------------------- | -------------- |
| 32nd             | 1998 | Nagoya               | Japão          |
| 33a              | 2000 | Varsóvia             | Polónia        |
| 34a              | 2002 | Houston              | Estados Unidos |
| 35a              | 2004 | Paris                | França         |
| 36a              | 2006 | Pequim               | China          |
| 37a              | 2008 | Montreal             | Canadá         |
| 38a              | 2010 | Bremen               | Alemanha       |
| 39a              | 2012 | Mysore               | Índia          |
| 40a              | 2014 | Moscou               | Rússia         |
| 41a              | 2016 | Istanbul (cancelada) | Turquia        |
| 42a              | 2018 | Pasadena             | Estados Unidos |
| 43a              | 2020 | Sydney               | Austrália      |